# Afrotyphlops brevis
Espèce
Synonymes
- Typhlops brevis Scortecci, 1929
- Megatyphlops brevis (Scortecci, 1929)
- Rhinotyphlops brevis (Scortecci, 1929)

Afrotyphlops brevis est une espèce de serpents de la famille des Typhlopidae. 

## Répartition
Cette espèce se rencontre au Soudan du Sud, dans le sud de l'Éthiopie, en Ouganda, dans le Nord du Kenya et dans le Nord et le Sud de la Somalie.

## Publication originale
- Scortecci, 1929 : Primo contributo alla conoscenza dei Rettili e degli Anfibi della Somalia italiana. Atti della Società Italiana di Scienze Naturali e del Museo Civico di Storia Naturale, Milano, vol. 68, p. 245-279.